# جوليان كليفلاند سميث
جوليان كليفلاند سميث هو مهندس كندي، ولد في 7 أكتوبر 1878، وتوفي في 24 يونيو 1939.